# Семёнов, Алексей Сергеевич (музыкант)
Алексе́й Серге́евич Семёнов (род. 12 августа 1950, Москва) — российский и советский органист, клавесинист, педагог; заслуженный артист РФ (2002).

## Биография
В 1968 году окончил Московскую среднюю специальную музыкальную школу имени Гнесиных (класс А. П. Кантор), затем, в 1973 году окончил Московскую консерваторию по классу фортепиано М. А. Фёдоровой и классу органа Л. И. Ройзмана, в 1975 году — ассистентуру-стажировку (орган, клавесин). Стажировался в Венской Высшей музыкальной школе у профессора Х. Хазельбека, посещал классы Н. Арнонкура, Г. Такетти, Г. Мюррея, Х. Васкеса, Р. Клеменчича (1986—1987).
Концертную деятельность начал в 1972 году в качестве солиста-органиста и клавесиниста. В 1979—1993 годах — солист ансамбля «Мадригал», где играл также на блокфлейте, круммхорне и других старинных музыкальных инструментах. Гастролировал во многих городах СССР и за рубежом (Австрия, Германия, Италия, Нидерланды, Бельгия, Швейцария). Выступал с ведущими хоровыми и оркестровыми коллективами, выдающимися музыкантами-солистами. В 1988 году участвовал в XXII Международном органном фестивале в Мексике. С 1990 года — основатель и художественный руководитель ансамбля старинной музыки «Ладъ» (лауреат VIII Международного конкурса аутентичных ансамблей имени Ван Вассенара в Амстердаме, 1994).
В 1972—1975 годах, будучи ещё студентом Московской консерватории, преподавал орган в Новосибирской консерватории, в 1975—1982 годах — преподавал фортепиано в МГПИ имени В. И. Ленина. С 1993 года — солист Московской филармонии. С 2002 года — доцент кафедры органа и клавесина Московской консерватории.